# Sherwood (Michigan)
Sherwood è un villaggio degli Stati Uniti d'America, situato nello Stato del Michigan, nella contea di Branch.